# Astrorhizida
Astrorhizida ist eine Ordnung gehäusetragender, meeresbewohnender Einzeller aus der Gruppe der Foraminiferen.

## Merkmale
Alle Arten der Ordnung bilden agglutinierte Gehäuse, also Gehäuse aus aufgesammelten Partikeln, die entweder in einer protein- oder mineralbasierten Grundmasse verankert werden. Die Gehäuse bestehen entweder aus nur einer Kammer, sind röhrenförmig verzweigt oder selten unregelmäßig vielkammerig, dann mit unvollständigen Zwischenwänden.

## Systematik
Die Ordnung wurde 1881 durch Henry Bowman Brady erstbeschrieben und umfasst rezent drei Überfamilien (Familien Auswahl):
- Überfamilie Astrorhizacea
  - Familie Astrorhizidae
  - Familie Bathysiphonidae
  - Familie Rhabdamminidae
  - Familie Psammosphaeridae
  - Familie Saccamminidae
  - Familie Hemisphaeramminidae
- Überfamilie Komokiacea
  - Familie Komokiidae
  - Familie Baculellidae
- Überfamilie Hippocrepinacea
  - Familie Hippocrepinidae
  - Familie Notodendrodidae

Molekulargenetische Untersuchungen widersprechen allerdings der Eigenständigkeit der Ordnung. Die enthaltenen Arten bilden gemeinsam mit den Allogromiida eine gemeinsame Gruppe.

## Nachweise
- Barun K. Sen Gupta: Systematics of modern Foraminifera. In: Barun K. Sen Gupta (Hrsg.): Modern Foraminifera. Springer Netherlands (Kluwer Academic), 2002, ISBN 1-4020-0598-9, S. 23.